# Goniocellus
Goniocellus is een geslacht van kevers uit de familie van de loopkevers (Carabidae). De wetenschappelijke naam van het geslacht is voor het eerst geldig gepubliceerd in 1914 door Casey.

## Soorten
Het geslacht Goniocellus omvat de volgende soorten:
- Goniocellus bifossifrons Casey, 1914
- Goniocellus isthmianus Casey, 1914